# Ferdinand Lamey
Ferdinand Lamey (* 20. Dezember 1852 in Heidelberg; † 5. März 1925 in Freiburg) war ein deutscher Bibliothekar, Lehrer und Schriftsteller.

## Leben
Ferdinand Lamey wurde am 20. Dezember 1852 in Heidelberg geboren, verlebte aber seine Kindheit in Karlsruhe, nachdem sein Vater als Hauptpostkassier in die Residenzstadt versetzt worden war. Seine schulische Ausbildung begann er 1859 in der Vorschule des Karlsruher Lyzeums. Wegen der Versetzung seines Vaters verlebte er die weiteren Schuljahre in Freiburg, Konstanz und Mannheim und legte schließlich seine Reifeprüfung in Würzburg ab. Dort und in München studierte er anschließend Deutsche Philologie. 1880 promovierte er an der Universität Würzburg mit einer Dissertation über Bruder Wernher. Sein Leben und sein Dichten, die noch im gleichen Jahr im Karlsruher Verlag C.F. Müller im Druck erschien.
Im Dezember 1882 wurde er an die Großherzogliche Hof- und Landesbibliothek nach Karlsruhe berufen, wo er zunächst als Wissenschaftlicher Hilfsarbeiter, dann als Assistent mit der Führung des alphabetischen Hauptkatalogs und des Inkunabelkatalogs sowie mit dem Ausleihgeschäft betraut wurde. 1883 machte er sein philologisches Staatsexamen. Zu seinen Aufgaben zählt zudem die Beschreibung der romanischen Handschriften; seine diesbezüglichen Erkenntnisse flossen in zwei Beilagen zum gedruckten Handschriftenkatalog der Bibliothek ein.
1886 begann Lamey mit der Veröffentlichung von Musik-, Theater- und Kunstkritiken für die „Badische Landeszeitung“; damit begann seine Laufbahn als Schriftsteller. Da er zwar mit seinen bibliothekarischen Tätigkeiten, nicht jedoch mit den formalen Anstellungsverhältnissen zufrieden war, wechselte er 1889 in den Schuldienst. Die der Realschule in Achern bestellte ihn zum Professor, doch schon 1892 ließ er sich zurückberufen nach Karlsruhe, wo er an der Höheren Mädchenschule unterrichtete. Für Schulaufführungen schrieb er eine Reihe von Festspielen, bis es ihm gelang, auch für das Hoftheater ein erstes Stück zu schreiben. Seine einaktige Oper Der Lotse, zu der sein Freund, der Hofkirchenmusikdirektor Max Brauer die Musik komponiert hatte, wurde 1896 uraufgeführt und von den Bühnen in Straßburg, Luzern und Kassel übernommen. Der Erfolg ermunterte ihn im folgenden Jahr zu der Oper in drei Akten Morgiane mit Motiven aus 1001 Nacht, deren Musik ebenfalls von Brauer stammte. Seine Erlebnisse in der badischen Hauptstadt ließ er in manche seiner schriftstellerischen Werke einfließen.
1902 wurde Lamey an die Höhere Mädchenschule in Freiburg versetzt, an der er bis zu seiner Pensionierung 1919 unterrichtete. Sechs Jahre später, am 5. März 1925, starb er in Freiburg.

## Veröffentlichungen (Auswahl)
- Bruder Wernher. Sein Leben und sein Dichten. Karlsruhe 1880
- Kartensammlung. Mit Benützung von Vorarbeiten der Herren H. Eichfeld u. v. Stern-Gwiazdowski. Karlsruhe 1889 (Katalog der Grossherzoglich-Badischen Hof- und Landesbibliothek in Karlsruhe, Abt. 3, Bd. 16).
- Die Schueler'sche Autographensammlung in der Grossherzogl. Hof- und Landesbibliothek zu Karlsruhe. In: Zentralblatt für Bibliothekswesen, Jg. 7 (1890), S. 85–95 (online).
- Hermann von der Hardt in seinen Briefen und seinen Beziehungen zum Braunschweigischen Hofe, zu Spener, Francke und dem Pietismus. Karlsruhe 1891 (Die Handschriften der Badischen Landesbibliothek in Karlsruhe, Beilage 1)
- Romanische Handschriften der Großherzoglich Badischen Hof- und Landesbibliothek. Karlsruhe 1894 (Die Handschriften der Badischen Landesbibliothek in Karlsruhe, Beilage 2,1)
- Der Lotse. Oper in 1 Akt. Von Ferdinand Lamey. Musik von Max Brauer. Unter Mitwirkung des Komponisten umgearbeitete Fassung mit neuer Schlusscene. Karlsruhe 1895
- Morgiane. Oper in 3 Akten nach Motiven aus 1001 Nacht. Von Ferdinand Lamey. Musik von Max Brauer. Karlsruhe 1897
- Das künstlerisch gestaltete Lesestück. Ein Handbuch für den Gebrauch des Lehrers in der Volksschule ... zugl. ein Beitrag zur praktischen Lösung der Kunsterziehungsfrage. Karlsruhe 1906
- Zwei Idyllen aus J. P. Hebels alemannischen Gedichten. Freiburg 1910
- Am Oberrhein. Gedichte. Freiburg 1915
- Mariechens Kriegserlebnisse. Stuttgart 1916
- Oku-Sama. Die Herrin des Innern. Ein westöstliches Licht- und Schattenspiel in fünf Handlungen. Leipzig 1920
- Hans Imtraums heilige Nacht. Freiburg 1920
- Wartenweiler Denkwürdigkeiten auf Grund der Forschungen des Archivarius Dr. Meyla. Freiburg 1923